# Секта Сінґон
Секта Сінґон (яп. 真言宗 — "Секта істинного слова") — японська школа ваджраянського буддизму, засновником якої був монах Кукай.

## Історія

### Тантричний буддизм у Китаї
Японська школа Сінґон-сю постала з тантричного, або як його інколи називають, езотеричного буддизму. Перший проповідник цього буддизму (кит. 密宗, мі-цзун) у Китаї був індійський монах Шубхакарасімха (637—735). Він переклав "Махавайрочана-Сутру" з санскриту на китайську мову за допомогою свого учня Ісіня (683—727). Ваджрабодхі (яп. 金剛智, конґоті; 671—741) переклав інший канонічний текст — "Ваджрасекхара-Сутру". Його учнем став Амогхаваджра (705—774), спадкоємцем якого був Хуйко (746—805). Саме у останнього проходив стажування японський монах Кукай.

### Діяльність Кукая
Кукай провів у китайській імперії Тан два роки — з 804 по 806. За цей період він вивчав тантра і отримав ординацію від китайських ченців. До Японії Кукай привіз чималу кількість тестів і зображень. Він розробив власне вчення, яка було пов'язане із буддою 
Вайрочана (Махавайрочана Татхагата; яп. 大日如来, дайніті ньораі). 
Роком заснування школи Сінґон-сю вважається 816 рік, коли Кукай звів храм Конґобудзі на горі Коя . 823 року було засновано столичний храм Тодзі, із завершенням будівництва якого влада визнала існування нової школи.
Після смерті Кукая виникло чимало сінґонських монастирів і храмів, які незважаючи на спільність вчення і доктрин, мали широку автономію в управлінні. У середині періоду Хей'ан це призвело до "боротьби за патріаршество" між общинами Тодзі і Конґобудзі яка закінчилася перемогою останнього.